# Премия «Боней Цион»
Премия «Боней Цион» (ивр. פרס בוני ציון‎, «Строители Сиона») — израильская премия организации «Нефеш бе-Нефеш» имени Сильвана Адамса присуждается с целью отметить достижения репатриантов в Израиль из англоязычных стран  и донести до общественности их выдающийся вклад в построение Государства Израиль. Награда была учреждена в 2013 году и присуждается в каждой из следующих категорий: культура, искусство и спорт, молодёжное лидерство, наука и медицина, публичная дипломатия, бизнес-предпринимательство и технологии, образование, волонтерская деятельность, дело всей жизни 

## Лауреаты награды
| Год  | Культура, искусство и спорт | Молодёжное лидерство  | Наука и медицина | Публичная дипломатия | Бизнес предпринимательство и технологии | Образование          | Волонтерство               | Дело всей жизни                | Глобальное влияние |
| ---- | --------------------------- | --------------------- | ---------------- | -------------------- | --------------------------------------- | -------------------- | -------------------------- | ------------------------------ | ------------------ |
| 2014 | Яаков Киршен                | Нира Ли               | Джеффри Хосдорф  |                      | Йосеф Абрамович                         | Малка Бина           | Йосеф Гитлер               | Шимон Глик                     |                    |
| 2015 | Ашер Вейл                   | Асаф Штайн            | Чарльз Спронг    |                      | Джон Медвед                             | Хана Рейфман Цвиттер | Шауль Фарбер               | Таль Броди                     |                    |
| 2016 | Эстель Фридман              | Саар Эльбаз           | Хаим Сидар       |                      | Скотт Тобин                             | Барбара Левин        | Рэйчел Левмор              | Моше Аренс                     |                    |
| 2017 | Йорам Раанан                | Скотт Найс, Либи Вайс | Бен Корен        | Джеральд Стейнберг   |                                         | Хаим Робендер        | Бет Стейнберг              | Элис Шалви, Элиэзер Давид Яффе |                    |
| 2018 | Линда Стрейт                | Керен Хаджиф          | Марша Джуитт     | Арсен Островский     |                                         | Шломо Рискин         | Кальман Самюэлс            | Моррис Кахан                   |                    |
| 2019 | Дани Хаким                  | Мириам Белин          | Ора Пелтиэль     | Майкл Диксон         |                                         | Беверли Гревец       | Лия Абрамович              | Гарольд Саймон                 |                    |
| 2020 | Дэвид Блатт                 | Зу Пламенбаум         | Дебора Ронд      |                      |                                         | Рубен Эш             | Дебби Гросс                | Авраам Инфельд                 | Дори Голд          |
| 2021 | Джузи Кац                   | Михаэль Берман        | Джонатан Рик     |                      |                                         | Даниэль Хаймович     | Давид Марко                | Даниэль Тропер                 | Мика Оденхеймер    |
| 2022 | Проф. Хари Бен-Цион Бранд   | Ашер Фридман          | Артур Идельман   |                      |                                         | Давид Голинкин       | Памела Клеман и Аба Клеман | Наоми Цур                      | Морис Хартштейн    |